# Liste der denkmalgeschützten Objekte in Szklarska Poręba
Grundlage dieser Liste der denkmalgeschützten Objekte in Szklarska Poręba (Powiat Jeleniogórski) in der Woiwodschaft Niederschlesien sind die Listen des Narodowy Instytut Dziedzictwa (NID, deutsch Nationales Institut für Kulturerbe), siehe unter NID-Listen der Woiwodschaften unter "Wykaz zabytków nieruchomych wpisanych do rejestru zabytków" - Liste der unbeweglichen Denkmäler, eingetragen im Register der Denkmäler. 
Die folgenden Angaben ersetzen nicht die rechtsverbindliche Auskunft der Denkmalbehörde.

## Denkmalgeschützte Objekte in der Stadt Szklarska Poręba
Die denkmalgeschützten Objekte der Stadt Szklarska Poręba (Schreiberhau) im Powiat Jeleniogórski (Kreis Hirschberg) werden entsprechend der polnischen Denkmalliste aufgelistet.
| Lage                                             | Objekt                      | Beschreibung | NID-Nr.       | Bild                   |
| ------------------------------------------------ | --------------------------- | --- | ------------- | ---------------------- |
| Szklarska Poręba (Standort)                      | Stadtbild Schreiberhau      | Stadtbild Szklarska Poręba (2. Hälfte 19. Jh.) | A/1815/611/J  | Stadtbild Schreiberhau |
| Szklarska Poręba, ul. Piastowska (Standort)      | Marienkirche                | röm.-kath. Pfarrkirche „Unsere Liebe Frau vom Rosenkranz“ (1652, 19. Jh.) – zusammen mit Friedhof                                                   | A/2141/1099/J | weitere Bilder         |
| Szklarska Poręba (Standort)                      | Friedhof                    | Friedhof (1652, 19. Jh.), gehört zu Nr. A/2141/1099/J                                                                                               |               | weitere Bilder         |
| Szklarska Poręba, ul. Piastowska (Standort)      | ehem. evangelische Kirche   | ehem. evangelische Kirche, jetzt röm.-kath. Pfarrkirche „Unbeflecktes Herz Mariä“ (1775–1786) – Sachgesamtheit zusammen mit Friedhof (A/2143/868/J) | 1100/J        | weitere Bilder         |
| Szklarska Poręba (Standort)                      | Friedhof                    | Friedhof mit Grab von Carl Hauptmann, gehört zu Nr. 1100/J                                                                                          | A/2143/868/J  | weitere Bilder         |
| Szklarska Poręba, ul. Caritas 2 (Standort)       | Wohnhaus                    | Wohnhaus „Zacisze IV“ (1921) | 1114/J        | weitere Bilder         |
| Szklarska Poręba, ul. Cicha 2 (Standort)         | Haus                        | Haus (Anfang 20. Jh.) | 1110/J        | weitere Bilder         |
| Szklarska Poręba, ul. Cicha 4 (Standort)         | Haus                        | Haus (um 1920) | 1083/J        | weitere Bilder         |
| Szklarska Poręba, ul. Cicha 8 (Standort)         | Haus                        | Haus (Anfang 20. Jh.) | 1109/J        | weitere Bilder         |
| Szklarska Poręba, ul. Górna 10 (Standort)        | Wohn- und Geschäftshaus     | Wohn- und Geschäftshaus (1738, Anfang 20. Jh.) | A/1018        | weitere Bilder         |
| Szklarska Poręba, ul. Kilińskiego 17 (Standort)  | Haus                        | Haus (Anfang 20. Jh.) | 1111/J        | Haus                   |
| Szklarska Poręba, ul. Kilińskiego 18 (Standort)  | Villa                       | Villa (1890) – Gesamtanlage mit Kutschenhaus und Garten                                                                                             | 1132/J        | weitere Bilder         |
| Szklarska Poręba, ul. Kilińskiego 18 (Standort)  | Kutschenhaus                | Kutschenhaus, gehört zu Nr. 1132/J | 1149/J        | BW                     |
| Szklarska Poręba, ul. Kilińskiego 18 (Standort)  | Garten                      | Garten, gehört zu Nr. 1132/J | 1270/J        | BW                     |
| Szklarska Poręba, ul. Kilińskiego 20 (Standort)  | Villa                       | Villa, jetzt Mineralien-Museum (1885) | 1327/J        | weitere Bilder         |
| Szklarska Poręba, ul. 1 Maja 64 (Standort)       | Villa                       | Villa, jetzt Pension (um 1920) | 1344/J        | weitere Bilder         |
| Szklarska Poręba, ul. 11 Listopada 9 (Standort)  | Carl Hauptmann-Villa        | Villa von Carl Hauptmann, jetzt Museum, Gesamtanlage mit Park (Nr. 888/J)                                                                           | 936/J         | weitere Bilder         |
| Szklarska Poręba, ul. 11 Listopada 9 (Standort)  | Park an der Hauptmann-Villa | Park an der Hauptmann-Villa, gehört zu Nr. 936/J | 888/J         | weitere Bilder         |
| Szklarska Poręba, ul. 11 Listopada 24 (Standort) | Haus                        | Haus | 759/J         | Haus                   |
| Szklarska Poręba, ul. Muzealna 5 (Standort)      | Haus                        | Haus (1905) | 416/A/04      | weitere Bilder         |
| Szklarska Poręba, ul. Odrodzenia 1 (Standort)    | Logierhaus                  | Logierhaus (2. Hälfte 19. Jh., 1906) | A/5818        | Logierhaus             |
| Szklarska Poręba, ul. Orzeszkowej 6 (Standort)   | Pension                     | Pension (um 1920) | 9/A           | weitere Bilder         |
| Szklarska Poręba, ul. Orzeszkowej 8 (Standort)   | Pension                     | Pension (um 1920) | 10/A          | weitere Bilder         |
| Szklarska Poręba, ul. Sikorskiego 1 (Standort)   | Pension                     | Pension (1885, um 1920) | A/1088        | weitere Bilder         |
| Szklarska Poręba, ul. Wolności 10 (Standort)     | Villa                       | Villa „Jaskółka“ (1894) | A/5900        | Villa                  |
| Szklarska Poręba, ul. Wrzosowa 17 (Standort)     | Haus                        | Haus mit Garten (um 1920) | 1135/J        | Haus                   |
| Szklarska Poręba, ul. 1-go Maja 16 (Standort)    | ehem. Lukas-Mühle           | ehem. Mühle St. Lukas, jetzt Hotel und Restaurant „Złota Jama“ (1870)                                                                               | 1231/J        | weitere Bilder         |
| Szklarska Poręba (Standort)                      | ehem. Josephinenhütte       | ehem. Josephinenhütte, Gebäude der Glashütte „Julia“ (jetzt stillgelegt) (18. Jh.)                                                                  | A/5475/1007   | ehem. Josephinenhütte  |